# Сферична аберация
Сферична аберация е оптичен недостатък на лещи и обективи, който създава размит образ. Причината за това е разликата в степента на пречупване на светлината в края и в средата на лещата. Фокусните разстояния не са еднакви за различните части или с други думи успореден сноп лъчи не може да бъде фокусиран в една точка. Коригирането на този вид аберация става с помощта на сложни изчислителни програми, които улесняват конструирането и аберационния разчет на оптичните системи.